# DenkStätte Weiße Rose
Die DenkStätte Weiße Rose im Hauptgebäude der Ludwig-Maximilians-Universität München ist ein Ausstellungsraum und ein zentraler Erinnerungsort zur Geschichte der Münchener Widerstandsgruppe Weiße Rose. Die DenkStätte wurde von der Weiße Rose Stiftung in Kooperation mit der Universität geschaffen und am Lichthof eingerichtet. Am 28. Juni 1997 wurde sie von Bundespräsident Roman Herzog eröffnet.
Die aktuelle Dauerausstellung „Die Weiße Rose – Widerstand gegen die NS-Diktatur“ wurde im Jahr 2017 eröffnet. Sie bietet einen Blick auf die Geschichte der Weißen Rose und stellt ihren Widerstand in den Kontext von NS-Terrorherrschaft und Krieg. Den Flugblättern gilt ein besonderes Augenmerk in der Ausstellung wie auch den ideengeschichtlichen Einflüssen, die in den Widerstandsaktionen zu erkennen sind. In neun interaktiven Medienstationen werden die Biografien der Protagonisten der Widerstandsbewegung vermittelt und die Ausweitung des Widerstands über München hinaus beschrieben. Ein eigener Abschnitt ist der Erinnerungsgeschichte der Weißen Rose von 1943 bis heute gewidmet. Die Ausstellungstexte sind deutsch- und englischsprachig.
Die DenkStätte ist wochentags und samstags geöffnet. Der Eintritt ist kostenlos. Im Jahr 2017 wurden 40.000 Besucher gezählt, von denen knapp 40 Prozent aus dem Ausland kamen.

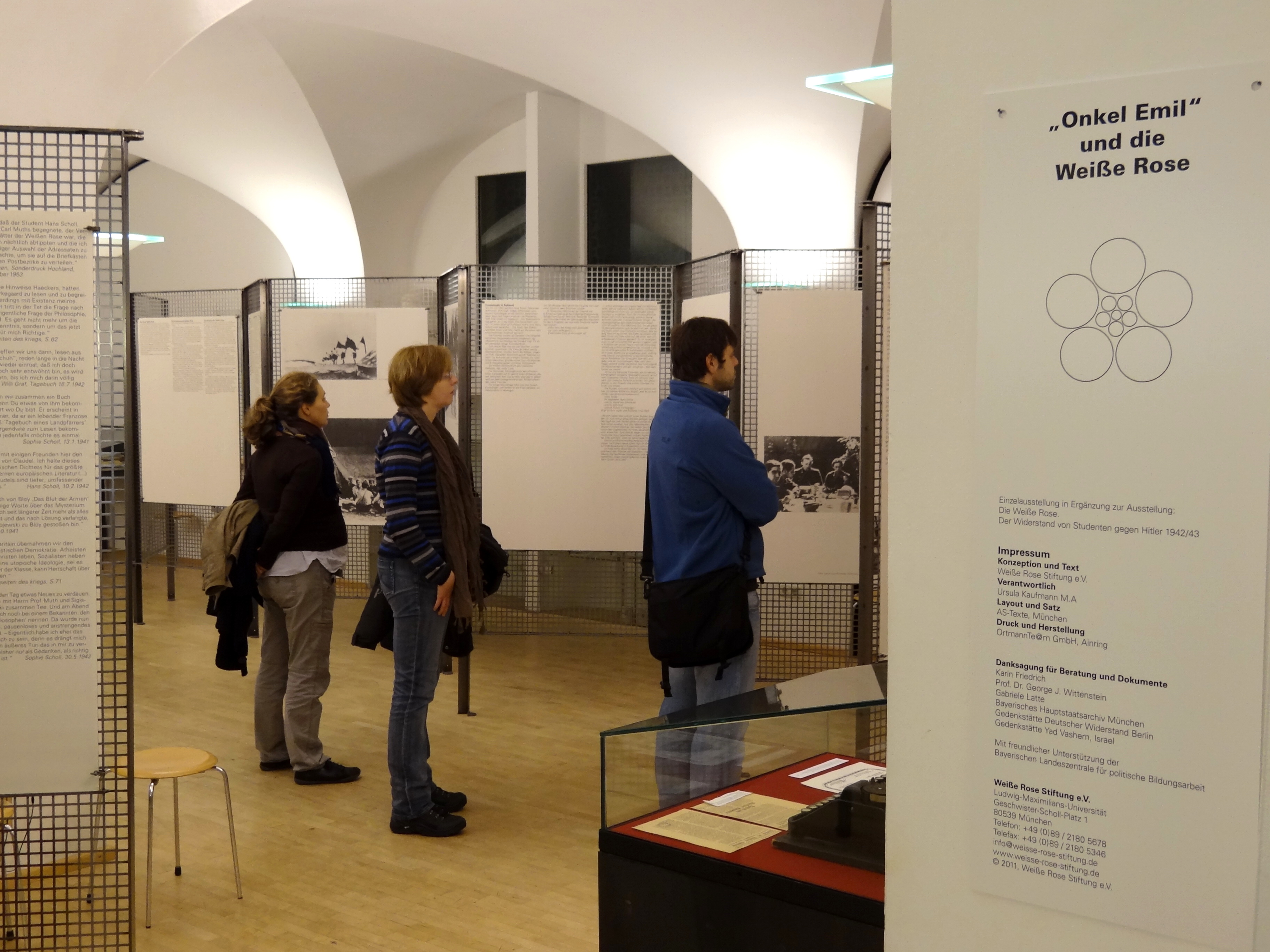
Ausstellung in der DenkStätte Weiße Rose (2012)
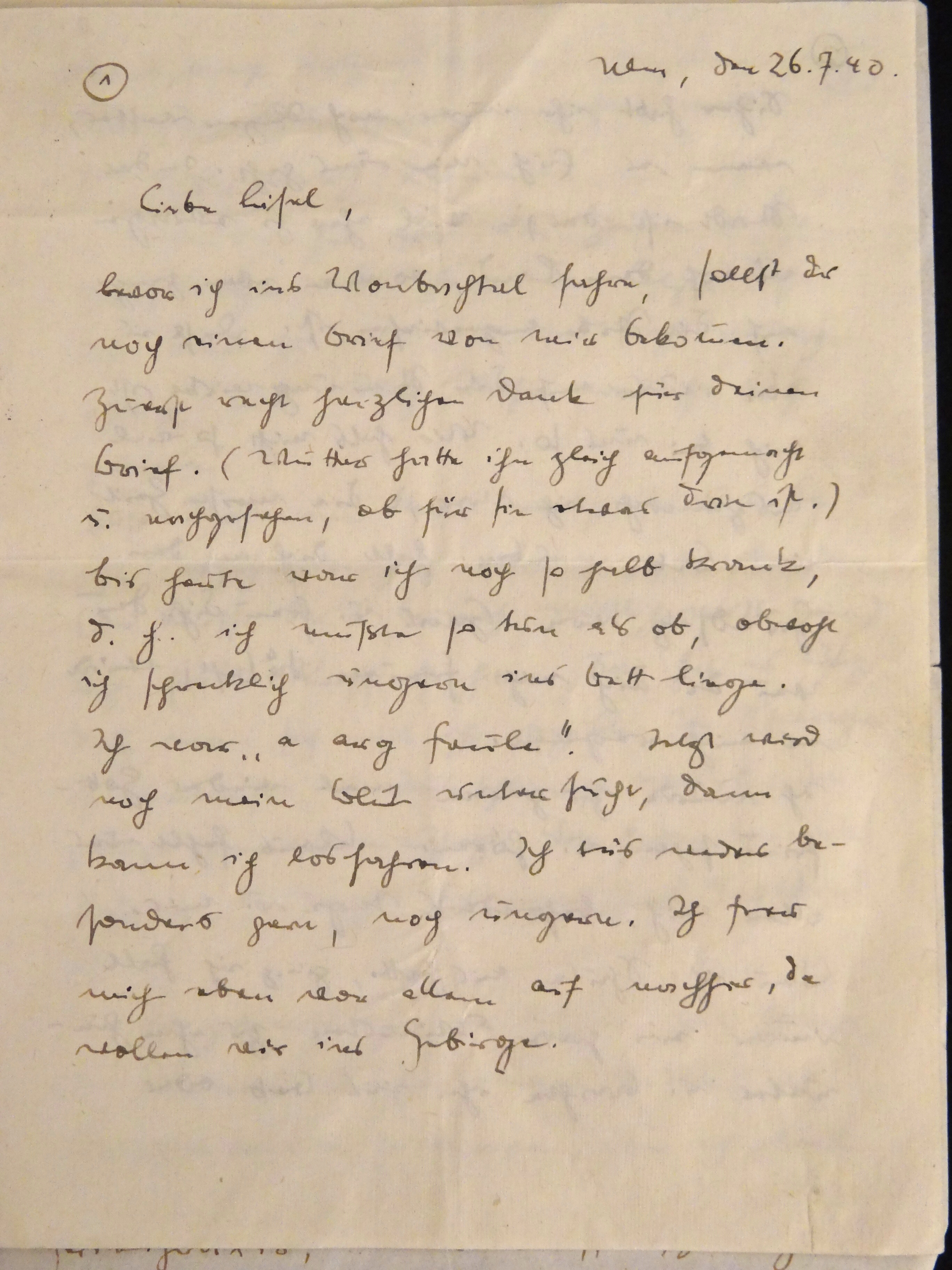
Exponat in der DenkStätte (2012): Brief von Sophie Scholl an eine Freundin